# 北の丸出口
北の丸出口（きたのまるでぐち）は、東京都千代田区北の丸公園にある首都高速道路都心環状線の出口。
竹橋JCT方面からの出口のみ設置されているハーフインターチェンジである。なお5号池袋線から直接の利用は不可とされている。また、この先にある千代田トンネルは危険物積載車両通行禁止のため、当該車両は本出口で流出しなければならない。

## 周辺
- 日本武道館
- 北の丸公園
- 東京国立近代美術館
- 科学技術館サイエンスホール
- 皇居
- 千鳥ヶ淵
- 竹橋駅

## 隣
首都高速都心環状線
(25)代官町出入口 - (26)北の丸出口 - 竹橋JCT - (29)神田橋出入口